# Sumirago
Sumirago é uma comuna italiana da região da Lombardia, província de Varese, com cerca de 5.849 habitantes. Estende-se por uma área de 11 km², tendo uma densidade populacional de 532 hab/km². Faz fronteira com Albizzate, Azzate, Besnate, Brunello, Castronno, Crosio della Valle, Jerago con Orago, Mornago.

## Demografia
| Variação demográfica do município entre 1861 e 2011                               |
|                                                                                   |
| Fonte: Istituto Nazionale di Statistica (ISTAT) - Elaboração gráfica da Wikipedia |